# Eruption
Eruption («Эрапшн», рус. извержение) (до 1973 года — Silent Eruption) —  английская музыкальная группа, созданная в 1974 году и исполнявшая песни в стилях диско, соул и электро. Известна исполнением кавер-версий песен I Can’t Stand The Rain (1977) и One Way Ticket (1978).

## История
Коллектив Silent Eruption (Тихое извержение) был создан школьными друзьями, выходцами из Карибского региона, в 1969 году. Однако после того, как они начали профессиональную музыкальную карьеру в 1974 году, сменили название на Eruption. В состав группы входили фронтмен Линдел Лесли, гитаристы Грег и Морган Перрино, клавишник Джерри Уилльямс и ударник Эрик Кингсли. Через год в группу пришла 18-летняя бэк-вокалистка Прешес Уилсон.
Ансамбль выигрывает конкурс RCA Soul Search Contest в 1975 году и получают возможность записать свой дебютный сингл Let Me Take You Back In Time. Но особой популярности он не получил. В 1976 году Линдел Лесли покинул группу и Прешес Уилсон заняла место ведущей солистки.
В 1977 году, во время гастрольной проездки по Западной Германии, их заметил агент по поиску талантов Ханс Йорг Майер и познакомил со своим шефом, знаменитым музыкальным продюсером суперпопулярной группы Boney M. Фрэнком Фарианом, который заинтересовался экзотическими и талантливыми артистами. Он берётся за их продвижение и создаёт новый проект Eruption. Музыканты подписывают контракт с западногерманской фирмой грамзаписи Hansa Records, и с этого момента начинается их триумфальное шествие по всем дискотекам мира. Сначала участники Eruption выступали в составе группы музыкального сопровождения на живых концертах Boney M., но вскоре выпустили свой собственный материал для продюсерской компании Фариана FAR MUSIC. После этого Hansa Records, с которой сотрудничал Фариан, начала массовый выпуск их альбомов и синглов.
Лучшими хитами группы стали кавер-версии знаменитых песен I Can’t Stand The Rain (1977) и One Way Ticket (1978). Вторую песню написали американские музыканты Джек Келлер (Jack Keller) и Хэнк Хантер (Hank Hunter), на советских и российских пластинках её первый исполнитель (1959)  Нил Седака часто ошибочно указывается в качестве автора музыки. В 1969 году появилась русская версия под названием «Синяя песня» (автор русского текста А. Азизов) в исполнении ВИА «Поющие гитары», ставшая более известной спустя 10 лет под названием «Синий иней» в исполнении ВИА «Здравствуй, песня».
Советское телевидение впервые показало фрагмент выступления Eruption с песней I Can’t Stand The Rain осенью 1978 года в передаче «Международная панорама», затем в программе «Мелодии и ритмы зарубежной эстрады» была показана запись их выступления на телевидении ГДР.
Летом 1979 года в журнале «Кругозор» на гибкой грампластинке вышли песни I Can’t Stand The Rain и Computer Love, в том же году Всесоюзная фирма грампластинок «Мелодия» выпустила диск-гигант под названием «Ансамбль „Ирапшн“», переиздав первый альбом группы.
После ухода Прешес Уилсон в 1979 году, солистками группы были сначала Ким Дэвис в 1979-1980 годах, а после её трагической гибели - Джейн Йохен в 1980-1985 годах.
Под руководством Фариана Eruption выпустили три долгоиграющих альбома и более десятка синглов.
В 1983 году группа выпустила свой последний студийный альбом «Our Way» на лейбле Jupiter Records, который принадлежит другому германскому продюсеру и композитору Ральфу Зигелю (известен по работе с проектом Dschinghis Khan и другими популярными артистами). В этом альбоме группа отошла от привычного стиля — большинство композиций были записаны в поп-роковом ключе. Однако резкое изменение музыкального направления
не вызвало интереса у поклонников группы и в 1985 году "классический" состав Eruption прекратил существование. Однако через 10 лет музыканты воссоединились для проведения ряда концертных туров по Европе. Лидер-вокалисткой всё так же оставалась Джейн Йохен. В 1997 году Прешес Уилсон вернула себе права на лейбл Eruption, так как именно с ёе именем связаны главные успехи коллектива. В настоящее время Прешес Уилсон продолжает концертную деятельность под маркой Eruption, на которую имеет юридические права. Её бывшие коллеги также периодически появляются на клубной сцене.

## «Eruption feat. Precious Wilson»
Первый видеоальбом с живым выступлением Eruption & Precious Wilson в Гамбурге (ФРГ) был издан на кассетах формата VHS в 1977 году. Продюсером видеоверсии также был Фрэнк Фариан. В 1979 году в международный прокат вышел музыкальный фильм "Disco Fever" (производство ФРГ), где Eruption исполняли несколько своих популярных хитов. Позже фильм был издан на видеокассетах и неоднократно демонстрировался на европейских телеканалах.
В 1994 году в свет вышел сборный альбом "ERUPTION feat. Precious Wilson" (MCI/BMG), где после длительного перерыва Прешес вновь объединила свои усилия с Фрэнком Фарианом, перезаписав несколько известных хитов группы в новых версиях. Также там был представлен ряд популярных треков с её сольных альбомов. С тех пор основу репертуара певицы составляют именно те классические хиты, что она записала во время сотрудничества с Фарианом.
В 2007-2008 медиагигант Sony BMG выпустил два переиздания компиляции 1994 года в различных вариантах оформления. Кроме того, записи ERUPTION распространяются также через платные музыкальные интернет-сервисы.  В настоящее время Прешес Уилсон продолжает гастролировать по миру со своей группой вокальной поддержки, а также изредка записывает новый материал.
В августе 2016 года британский рекорд-лейбл Cherry Records/BBR (дочерний сублейбл медиагиганта Sony Music) выпустил коллекционное ремастированное издание двух классических альбомов Eruption feat.Precious Wilson ("I Can't stand The Rain"/1977 и "Leave A Light"/1979) в связи с празднованием 75-летия продюсера группы Фрэнка Фариана. Альбомы впервые были переизданы на цифровых носителях в оригинальном миксе и дополнены редкими треками Eruption, которые ранее никогда не переиздавались на CD. Кроме того, оба релиза укомплектованы специальными буклетами с биографией группы и подробными кредитами. Позже тот же британский лейбл переиздал на CD первый сборник "The Best of Eruption" 1981 года, который также никогда ранее не выпускался на физическом цифровом носителе. Единственным официально непереизданным на CD альбомом до сих пор остаётся "Fight, Fight, Fight" (1980), который, согласно некоторым сведениям, не смог увидеть свет из-за финансовых споров участников проекта с компанией-дистрибютером.
12 августа 2022 года было выпущено новое лимитированное переиздание альбома "Leave A Light" на зелёном виниле. 

## Дискография

### Студийные альбомы
- 1977 Eruption (переиздан на CD в 2016)

1. «I Can’t Stand The Rain»
2. «Movin'»
3. «I’ll Take You There»
4. «Computer Love»
5. «The Way We Were»
6. «Do You Know What It Feels Like»
7. «Be Yourself»
8. «I Can’t Carry On»
9. «Wayward Love»
10. «Party, Party…»

Bonus Tracks на CD 2016:
11. Let Me Take You Back In Time 03:13
12. Funky Lover 03:45
13. Love Is A Feelin' 04:29
14. I Can't Stand The Rain (Single Version) 03:08
15. Party, Party (U.S 12''Disco Version) 05:07
- 1978 Leave a Light (переиздан на CD в 2016)

1. «Leave A Light (I’ll Keep A Light In My Window)»
2. «Sweet Side»
3. «Up And Away»
4. «Left Me In The Rain»
5. «Valley Of The Dolls»
6. «One Way Ticket»
7. «Hey There Lonely Girl»
8. «No Good Searching»
9. «Fire Is Gone»

Bonus Tracks на CD 2016:
10. Leave A Light (I'll Keep A Light In My Window) (Single Version) 04:22
11. One Way Ticket (U.S. 12'' Disco Remix) 05:46
- 1980 Fight Fight Fight

1. «Go Johnnie Go»
2. «You»
3. «Fight Fight Fight»
4. «It’s Alright»
5. «Go Ahead»
6. "We Gotta Talk About It
7. «Call My Name»
8. «Stand Up & Sing Halelluyah»
9. «Spaced Out»
10. «Come Back To Me»
11. «Moonlight»
12. «Heading For The Top»

- 1983 Our Way (переиздан на CD в 1995)

1. «I Can’t Help Myself» / «It’s The Same Old Song»
2. «Joy To The World»
3. «Let There Be Rock»
4. «Big Bang»
5. «In A Thousand Years»
6. «Much Too Late»
7. «Ecstasy»
8. «We Don’t Need Nobody»
9. «Time»
10. «Again And Again»

### Компиляции и концерты
- 1981 The Best Of Eruption (LP Hansa International - 203 490-320 54:55)

1. A1 I Can't Stand The Rain 3:07
2. A2 Go Johnnie Go 3:29
3. A3 Leave A Light 4:19
4. A4 Movin' 4:24
5. A5 Party, Party 3:01
6. A6 Computer Love 4:34
7. A7 Valley Of The Dolls 4:33
8. B1 One Way Ticket 3:34
9. B2 Runaway 4:24
10. B3 Hey There Lonely Girl 3:23
11. B4 Left Me In The Rain 3:54
12. B5 The Way We Were 4:20
13. B6 Wayward Love 3:55
14. B7 You 3:35

- 1994 Gold 20 Superhits

1. «I Can’t Stand The Rain» (Remix '94)
2. «One Way Ticket» (Remix '94)
3. «Cry To Me»
4. «We Are On The Race Track»
5. «Valley Of The Dolls»
6. «Hold On I’m Coming»
7. «Go Johnnie Go»
8. «Raising To My Family»
9. «I Don’t Know»
10. «Leave A Light»
11. «The Way We Were»
12. «Funky Fingers (Medley)»
13. «Stay By My Side»
14. «If I Loved You Less»
15. «All Coloured In Love»
16. «Mr. Pilot Man»
17. «Everyday Will Be Like A Holiday»
18. «Party, Party…»
19. «The Night The Music Died»
20. «Together Forever»

- 1995 I Can’t Stand The Rain

1. «I Can’t Stand The Rain»
2. «Runaway»
3. «Go Johnnie Go»
4. «We Gotta Talk About It»
5. «Leave A Light»
6. «Good Good Feeling»
7. «One Way Ticket»
8. «Be Yourself»
9. «Party, Party…»
10. «Stand Up And Sing Hallellujah»
11. «It’s Alright»
12. «Hey There Lonely Girl»
13. «Computer Love»
14. «Left Me In The Rain»
15. «Fire Is Gone»
16. «Come Back To Me»

### Синглы
- «Let Me Take You Back In Time» (1976)
- «I Can’t Stand The Rain» / «Be Yourself» (1977)
- «Party Party» (1978)
- «Leave A Light» (1978)
- «One Way Ticket» / «Left Me In The Rain» (1978)
- «Sweet Side» (1978)
- «Go Johnnie Go» / «Call My Name» (1980)
- «Runaway» / «Good Good Feeling» (1980)
- «You (You Are My Soul)» (1981)
- «Up And Away» (1982)
- «In A Thousand Years» / «We Don’t Need Nobody» (1983)
- «I Can’t Help Myself» / «It’s The Same Old Song» (1983)
- «Joy To The World» / «Time» (1983)
- «Where Do I Begin» (1984)
- «I Can’t Stand The Rain '88» (1988)
- «One Way Ticket '94» (1994)